# Tarek William Saab

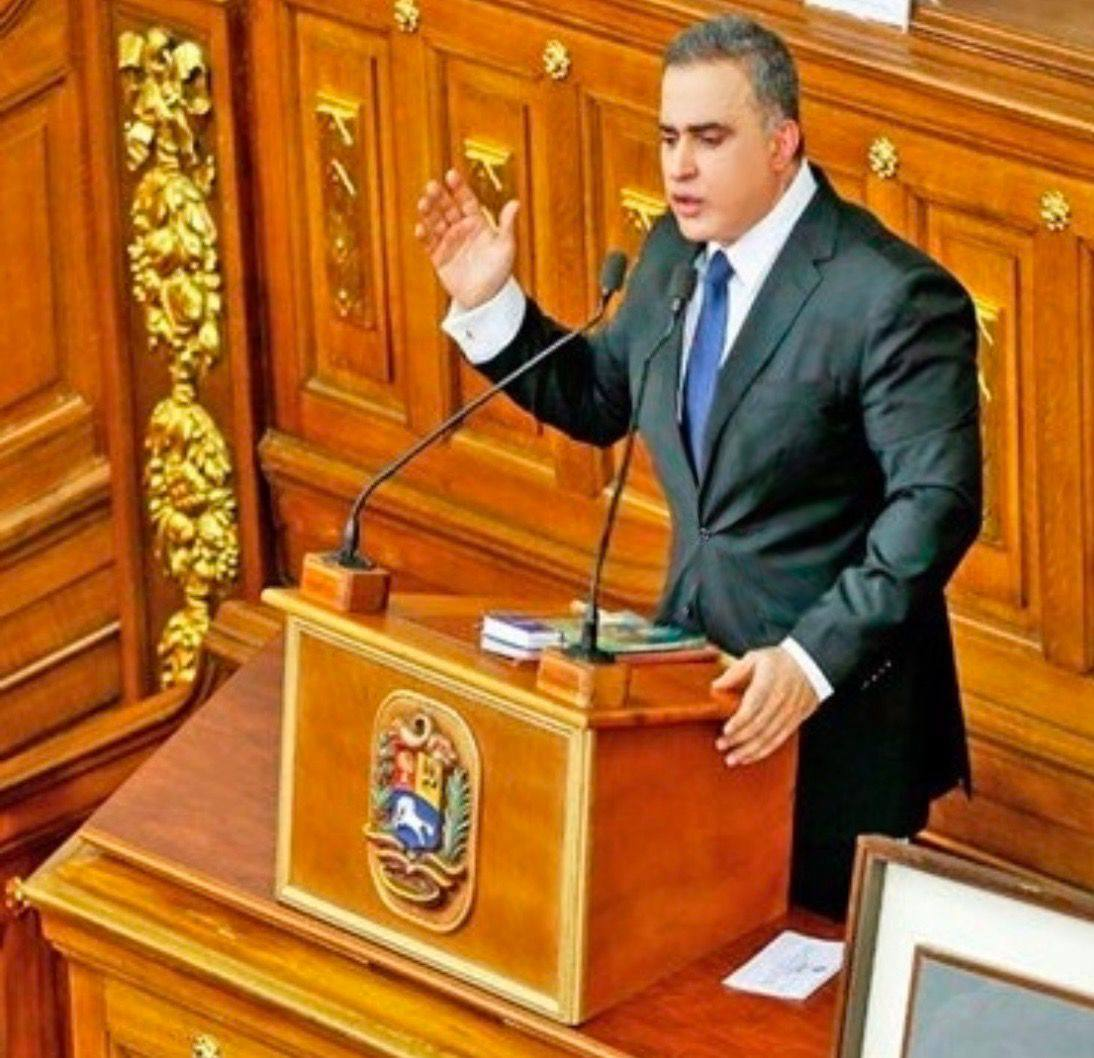
Tarek William Saab

Tarek William Saab Halabi ( árabe: طارق وليم صعب حلبي ) (El Tigre, estado de Anzoátegui, 10 de setembro de 1962), é um advogado, político e poeta venezuelano. Foi líder estudantil, chefe da secretaria de direitos humanos da Câmara Municipal de Caracas entre 1993 e 1998, deputado pelo Distrito Federal entre 1998 e 1999, membro da Assembleia Nacional Constituinte de 1999, deputado na Assembleia Nacional pelo estado de Anzoátegui entre 2000 e 2004, Governador desse mesmo Estado entre 2004 e 2012, Presidente da Defensoria do Povo nomeado pela Assembleia Nacional em 2014, e em 2017 foi nomeado Procurador-Geral da República pela Assembleia Nacional Constituinte.
Graduado em direito pela Universidad Santa María de Caracas, com pós-graduação em direito penal, Saab começou sua ascensão pública após conhecer Hugo Chávez nos anos 1990, contribuindo para o indulto de Chávez pelo presidente Rafael Caldera em 1994. Chamado por Chávez de "o poeta da revolução", Saab publicou inúmeros poemas desde os 15 anos. Ocupou cargos como deputado, presidente de comissões parlamentares e governador de Anzoátegui (2004-2012), enfrentando acusações de corrupção durante seu mandato. Em 2017, foi nomeado procurador-geral pela Assembleia Nacional Constituinte, substituindo Luisa Ortega Díaz, crítica do regime de Maduro. Como procurador-geral, Saab lidera uma campanha de repressão contra opositores, emitindo acusações e ordens de prisão contra figuras proeminentes da oposição sob alegações de conspiração e traição. Mantém uma imagem pública de defensor dos direitos humanos, apesar das acusações de autoritarismo e perseguição política. Entre seus alvos estão jornalistas, ativistas e políticos, como a ativista Rocío San Miguel e membros do partido Vente Venezuela de María Corina Machado, acusados de conspiração para derrubar o regime. Sanções internacionais dos governos da Colômbia, Estados Unidos, Canadá, Suíça e dos países que compõem a União Europeia foram impostas contra Saab por minar a democracia na Venezuela.

## Atividade estudantil
Ele nasceu em uma família de comerciantes libaneses. Tarek William Saab mostrou sua vocação para ser escritor, começando a publicar poemas e artigos na imprensa local desde os quinze anos no jornal Antorcha da cidade de El Tigre. Tarek William Saab em sua juventude foi um líder estudantil e militante de movimentos de esquerda. Aos 14 anos, Saab se juntou ao ex-comandante guerrilheiro Douglas Bravo e seu movimento revolucionário PRV-Ruptura, tornando-se seu assistente pessoal do final dos anos 1980 até meados dos anos 1990. Foi eleito presidente do Centro Estudantil do Liceu Briceño Méndez de El Tigre entre 1978 e 1980 e presidente da Federação Estudantil da zona sul do estado de Anzoátegui entre 1979 e 1980.
Transferência para Mérida, onde entre 1981 e 1982 presidiu o comitê de graduados do ensino médio sem cota na Universidade de los Andes, ele se recusou a continuar estudando letras na universidade (onde fazia parte do movimento estudantil) optar por estudar direito na Universidade Santa Maria de Caracas.
Ele é pós-graduado em direito penal e estuda direitos humanos na Universidade Central da Venezuela (UCV), também em Caracas.

## Carreira política
No início dos anos 1990, foi nomeado chefe do escritório de direitos humanos do Conselho Municipal de Caracas. No quartel de San Carlos, conhece o tenente-coronel do golpe de 1992, Hugo Chávez, a quem defende com um grupo de juristas, conseguindo interceder junto ao presidente Rafael Caldera para obter seu indulto em 1994.

### Deputado
Após a libertação de Chávez, passou a colaborar no Movimento Bolivariano Revolucionario-200 (MBR-200), antecessor imediato do Movimento V República (MVR), apoiando ativamente a candidatura de Chávez à presidência em dezembro de 1998, conseguindo ser eleito. Nessa organização política, foi deputado ao Congresso Nacional nas eleições daquele ano, ocupando o cargo de presidente da comissão de cultura da Câmara dos Deputados. Em julho daquele ano foi eleito deputado da Assembleia Nacional Constituinte para redigir a nova constituição de 1999, na qual presidiu a Comissão de Direitos Humanos.
Em 2000 foi eleito deputado à recém-criada Assembleia Nacional nas eleições gerais e presidiu a Comissão de Política Externa. No mesmo ano viajou a dez países membros da OPEP, fazendo parte da comitiva oficial do presidente venezuelano.
Em 2002, organizações venezuelanas de direitos humanos defenderam sua detenção durante o golpe de 11 de abril. Meses depois, Saab com o deputado da Ação Democrática, Edgar Zambrano, presidem a comissão da Assembleia Nacional que investigou os fatos ocorridos durante o golpe de estado e que concluiu com a identificação dos militares envolvidos.
Em outubro, os Estados Unidos revogaram o visto de entrada que ele possuía desde 2000 devido a supostos vínculos com organizações terroristas e grupos anarquistas na Venezuela nos últimos dois anos. Tarek William Saab negou as acusações.

### Governador de Anzoátegui
Em 2004, abandonou o cargo de deputado para aspirar nas eleições regionais a governador de seu estado natal, o Estado Anzoátegui pelo MVR. Nas eleições de 31 de outubro obteve 187.209 votos (57% do total), vencendo a oposição Antonio Barreto, sucedendo a David De Lima e tornando-se o quinto governador de Anzoátegui.
Em junho de 2007, ele enfrentou com sucesso um processo de coleta de assinaturas para ativar um referendo revogatório contra ele liderado pelo ex-ministro Luis Alfonso Dávila. Saab se junta ao Partido Socialista Unido da Venezuela (PSUV) após a dissolução do MVR.
Em junho de 2008, ganhou as eleições internas de seu partido para aspirar à reeleição do governador de Anzoátegui nas próximas eleições regionais. Nessas eleições, realizadas em 23 de novembro e onde enfrentou os adversários Gustavo Marcano e Benjamín Rausseo, Saab obteve 311.344 votos (55% do total), sendo reeleito.

### Defensor do povo
Sua gestão enfatizou o desenvolvimento acadêmico dos funcionários da Ouvidoria.
Nesse cargo, a Saab era a mediadora perante o Judiciário, por meio da Câmara Criminal do Superior Tribunal de Justiça (TSJ), para o pedido de liberdades com medidas humanitárias para cidadãos privados de liberdade doentes. Da mesma forma, conseguiu a libertação dos políticos Yon Goicoechea, Raúl Baduel e Wilmer Azuaje, quatorze policiais do município de Chacao, bem como a passagem para prisão domiciliar do líder oposicionista Leopoldo López.
No final de 2016, Tarek William Saab foi nomeado presidente do Conselho de Moral Republicano, órgão de governo constituído pelo Provedor de Justiça, Procurador-Geral da República e Controladoria-Geral da República. Em 2017, ele é ratificado na mesma posição.
Em 2017, fez visita oficial ao Líbano e se reuniu com o presidente daquele país, Michel Aoun, e o presidente do parlamento, Nabih Berri.
A partir deste cargo, promoveu a elaboração da Lei que proibiria as touradas no país.

### Procurador geral
Em 2017, o Supremo Tribunal de Justiça (TSJ) publicou a sentença 156 na qual arrogava para si e para o Presidente da Venezuela, os poderes constitucionais da Assembleia Nacional, desde que "permaneça em desacato" que o TSJ considerou existente, ato que foi rejeitado por grande parte da sociedade venezuelana, pela Organização dos Estados Americanos e por diversos países. Em 31 de março de 2017, Luisa Ortega Díaz, então Procuradora-Geral da Venezuela, em ato oficial na sede do Ministério Público, denunciou o país que as sentenças 155 e 156 representavam uma violação da ordem constitucional.
Mais tarde, em 1º de maio do mesmo ano, Nicolás Maduro, por meio de uma polêmica interpretação dos artigos 347, 348 e 349 da Constituição da República Bolivariana da Venezuela, anunciou a convocação de uma Assembleia Nacional Constituinte (ANC), catalogada por uma boa parte do povo venezuelano, presidentes americanos e europeus, bem como organizações internacionais, como uma Assembleia Constituinte ilegítima e ilegal. Após o anúncio da convocação, Ortega Díaz criticou que foi Nicolás Maduro e não o povo venezuelano quem convocou a referida Assembleia Constituinte, conforme estabelece a Constituição. Em 7 de junho, o TSJ decidiu que Maduro poderia continuar com a convocação da Assembleia Constituinte, já que atuava em nome do povo venezuelano. Em resposta, o procurador-geral interpôs vários recursos no TSJ para impedir o ANC, inclusive contestando 33 magistrados em que foram nomeados ilegalmente pelo AN no final de 2015. Saab disse que Ortega Díaz nunca se opôs a esta designação, seja por escrito ou verbalmente. Para o setor chavista da Venezuela, Luisa Ortega Díaz, que sempre foi uma fiel aliada do partido governista, agora se tornou uma traidora. Pedro Carreño, deputado da coalizão governista Gran Polo Patriotico (GPP), acusou publicamente Ortega Díaz de sofrer de insanidade mental e pouco depois entrou com uma ação no TSJ solicitando um julgamento preliminar de mérito contra o promotor pela prática de supostos crimes graves crimes.
Em 5 de agosto de 2017, o TSJ, usurpando a autoridade da AN, destituiu Luisa Ortega Díaz do cargo, inabilitando-a também para o exercício de cargos públicos, congelando seus bens e proibindo-a de deixar o país. Em seu primeiro dia de sessões, a Assembleia Nacional Constituinte recebeu a decisão do TSJ anunciando a destituição de Luisa Ortega Díaz. O constituinte Diosdado Cabello propôs a destituição de Ortega Díaz e a nomeação de Tarek William Saab, então ombudsman, como procurador-geral "provisório". William Saab foi nomeado novo chefe do Ministério Público no mesmo dia.
OHCHR observou que, em agosto de 2017, o Procurador-Geral havia demitido vários membros da Diretoria de Proteção de Direitos Fundamentais do Ministério Público, cuja função é investigar violações de direitos humanos cometidas pelas forças de segurança. O procurador-geral desmantelou a Unidade Criminal contra a Violação dos Direitos Fundamentais, criada em 2014 para recolher provas forenses em processos em que membros das forças de segurança foram acusados de terem cometido violações de direitos humanos; o diretor dessa unidade e vários de seus peritos forenses fugiram do país após receberem ameaças de morte, segundo o relatório. Em decorrência do exposto, o Ministério Público perdeu a capacidade de realizar perícias independentes em casos de violações de direitos humanos cometidas por membros da segurança do Estado.
Em 14 de junho de 2018, o ANC nomeou William Saab como presidente da Comissão da Verdade, considerando a nomeação da constituinte Delcy Rodríguez como vice-presidente da Venezuela.
Em 22 de junho de 2018, o Escritório do Alto Comissariado das Nações Unidas para os Direitos Humanos (OHCHR) publicou um relatório chamado Violações de direitos humanos na República Bolivariana da Venezuela: uma espiral descendente que parece não ter fim, no qual apontou que desde que William Saab foi nomeado procurador-geral em agosto de 2017, as investigações contra as forças de segurança por crimes contra a humanidade diminuíram. No relatório, o OHCHR observou que a nova política interna do Ministério Público sob a administração de William Saab era que qualquer investigação relacionada a um agente de segurança deveria ser aprovada pessoalmente pelo Procurador-Geral, o que afetava negativamente a independência do The promotores. O relatório também informa que, em alguns casos, os promotores foram demitidos ou separados dos casos, como ocorreu com o promotor que investigava a morte de Rubén González, supostamente morto por uma bala GNB em 10 de julho de 2017, promotor em que foi afastado do cargo caso quando ela estava prestes a questionar os agentes do GNB supostamente envolvidos no assassinato.
Em 29 de julho de 2024, William Saab, que defendeu a eleição que declarou Nicolás Maduro reeleito para o terceiro mandato como presidente, anunciou a investigação contra a líder da oposição no país, María Corina Machado, por tentar fraudar o sistema eleitoral e adulterar as atas da eleição.

## Sanções
A Saab foi sancionada por vários países e está proibida de entrar na vizinha Colômbia. O governo colombiano mantém você em uma lista de pessoas proibidas de entrar na Colômbia ou sujeitas a expulsão; em janeiro de 2019, a lista contava com 200 pessoas com "relações estreitas e de apoio ao regime de Nicolás Maduro".
Em julho de 2017, os Estados Unidos sancionaram treze altos funcionários do governo venezuelano, incluindo Saab, associados às eleições da Assembleia Constituinte da Venezuela de 2017 por seu papel em "minar a democracia e os direitos humanos".

## Carreira literária
Começou a escrever poesia aos quatorze anos, quando estudava no Liceu Briceño Méndez em El Tigre, Anzoátegui, publicando poemas no jornal Antorcha dessa cidade. Na década de 1980, seus poemas chegaram às páginas do Papel Literário do El Nacional. A influência de poetas americanos da geração beat, como Jack Kerouac, Allen Ginsberg e o movimento da contracultura hippie, influenciou a poesia inicial de Tarek William Saab, bem como as leituras do romancista alemão Herman Hesse. Editou onze livros.
Em 1993 foi escolhido por um júri para representar a Venezuela no "Fórum de Literatura e Compromisso" realizado em Mollina/Málaga (Espanha).
Seu livro "Los Niños del Infortunio" foi escrito após ser convidado pelo presidente cubano, Fidel Castro, durante uma entrevista que concedeu em 2005 em Havana, para visitar a missão médica cubana no Paquistão. Foi apresentado na feira do livro da capital cubana no ano seguinte, com a presença de Castro e Hugo Chávez. Chávez o apelidou de O Poeta da Revolução.

### Livros publicados
- Os rios da raiva (Caracas, 1987).
- O Machado dos Santos (Caracas, 1992).
- Príncipe da chuva e do luto (Caracas, 1992).
- Al Fatah (México, 1994).
- Anjo Anjo Caído (Caracas, 1998).
- Céu a meio mastro (Argentina, 2001. Venezuela, 2003. Cuba, 2003).
- Quando as carroças passam (Caracas, 2004).
- Poemas selecionados (Colômbia, 2005)
- Os filhos da desgraça (Cuba, 2006. China, 2007).
- Memórias de Gulan Rubani (Caracas, 2007).
- Uma paisagem boreal (Valência, 2008. Caracas, 2009).
- Fogueira de uma adolescência intemporal (Caracas, 2022)[42][43]